# استخوان‌واره
به بافت پایهٔ استخوان که هنوز آهکی نشده باشد، استخوان‌واره یا استئوئید (انگلیسی: Osteoid) می‌گویند.
یاخته‌های چندهسته‌ای به نام استخوان‌ساز (استئوبلاست) ماده پروتئینی از جنس کلاژن را می‌سازند که به آن استخوان‌واره می‌گویند. سپس مواد معدنی بر روی استخوان‌واره سوار شده و ماده بنیادی استخوان (ماتریکس) را می‌سازد. استخوان‌سازها همچنین هورمون‌هایی از خود ترشح می‌کنند که از طریق آنها می‌توانند با سلول‌های دیگر و با بافت‌های دیگر بدن ارتباط برقرار کنند و بر روی آنها تأثیر بگذارند.